# Eternal Sabbath
Eternal Sabbath (ES - Eternal Sabbath エス エターナル サバス, Esu Etānaru Sabasu) est un seinen manga de Fuyumi Soryo, dont le premier volume est paru en 2002 au Japon, et en 2004 en France (éditions Glénat). C'est une série de 8 tomes dont la parution est terminée au Japon et en France.

## Synopsis
L'histoire se base autour de personnages ayant subi des modifications génétiques qui leur donnent des pouvoirs télépathiques et un métabolisme très résistant. Pour les humains normaux, ceux-ci constituent une menace pour la civilisation. Pour ces êtres modifiés génétiquement, la tentation de se servir de leur pouvoir pour se venger des humains, qui les ont créés comme des expériences de laboratoire, est grande. Pourtant Shuro choisit la voie de l'intégration auprès des humains alors qu'Isaac, plus jeune, préfère la violence et la domination. Tuant tous les scientifiques qui l'étudiaient, Isaac est en à présent en liberté mais il est recherché par deux scientifiques Sakaki, Mine Kujô aidés de Shuro.
À la fois thriller fantastique et drame psychosocial, ES est une série peuplée de personnages charismatiques et ambigus.
ES est à mi-chemin entre Akira d'Otomo, L'Échiquier du mal de Dan Simmons et Monster de Naoki Urasawa.
Résumé sur la couverture : 
« Un soir, j'ai rêvé de passer pour un autre. J'ai pensé que je pouvais devenir n'importe qui, que tous m'accepteraient pour mon nouveau moi sans sourciller, qu'un clignement d'œil suffirait à faire de moi quelqu'un de nouveau, me construire une histoire au présent et faire fi de mon passé. Je désirais consacrer mon quotidien à améliorer celui de chacun d'entre vous par de petits gestes simples mais efficaces sur votre moral car vous êtes tellement friables, humains. Me fondre parmi vous ne devait créer aucun problème car je pouvais vous faire croire mes désirs les plus fous en entrant dans vos têtes, personne ne pouvait comprendre qui j'étais réellement, personne sauf eux... Aujourd'hui, moi qui avais décidé d'être un « homme » sans passé, je suis rattrapé par ma vie antérieure et sur ma route, je retrouve le seul être qui me ressemble, celui qui leur fait peur, Isaac. Car, comme moi, il possède l'ES, Eternal Sabbath. Et depuis, je garde une identité fixe, je suis Shuro. »